# أييا غاليني (ريثيمني)
أييا غاليني (Αγία Γαλήνη) هي مدينة في ريثيمني في اليونان.
يبلغ عدد سكانها حوالي 1290   نسمة.